# Pleophylla fasciatipennis
Pleophylla fasciatipennis är en skalbaggsart som beskrevs av Blanchard 1850. Pleophylla fasciatipennis ingår i släktet Pleophylla och familjen Melolonthidae. Inga underarter finns listade i Catalogue of Life.